# Eduardo Amorim (futebolista)
 Eduardo Fernandes Amorim (Montes Claros, 30 de novembro de 1950) é um ex-técnico e ex-futebolista brasileiro.

## Carreira
Como jogador de futebol, foi pentacampeão mineiro e conquistou a Copa Libertadores da América de 1976 pelo Cruzeiro Esporte Clube. Também foi bicampeão paulista pelo Sport Club Corinthians Paulista. Como técnico, conquistou o Paulistão e a Copa do Brasil, ambos em 1995, quando dirigia o Corinthians Paulista. Após uma longa temporada no futebol grego,  aposentou-se como técnico de futebol.

## Títulos como jogador
Cruzeiro
- Copa Libertadores da América: 1976[2][3]
- Campeonato Mineiro: 1972, 1973, 1974, 1975, 1977

Corinthians
- Campeonato Paulista: 1982 e 1983

## Títulos como treinador
Corinthians
- Campeonato Paulista: 1995[2]
- Copa do Brasil: 1995[2]